# Islamisk astronomi
Islamisk astronomi, eller arabisk astronomi, är en del av astronomins historia och avser framsteg inom astronomin som gjordes i den muslimska världen, speciellt under den islamiska guldåldern (700-talet till 1400-talet). Den är främst skriven på arabiska och skedde i Mellanöstern, Nordafrika, islamiska Spanien och Centralasien. Den islamiska astronomins tillvägagångssätt påminner om utvecklingen av andra vetenskapliga fält under perioden. Den assimilerade utländskt material, vilket översattes och anpassades för att utveckla en vetenskap som företrädesvis var islamisk. Dessa inflytelser hämtades främst från Indien, Sasaniderna och hellenistiska civilisationer.
Ett betydande antal stjärnor, som till exempel Aldebaran och Altair, såväl som astronomiska termer som alidade, asimut och almukantarat, är exempel på arabiska namn som än idag används.
Islamska astronomer stod för den tidigaste disktinktionen mellan astronomi och astrologi, först genom al-Biruni på 1000-talet och senare genom bland andra Ibn al-Haytham, Avicenna och Averroës.
En stor mängd litteratur från den islamiska astronomin har överlevt till idag, med minst 10 000 manuskript spridda över världen. Många av dessa har inte blivit lästa av den moderna vetenskapen eller ens katalogiserade. Trots detta kan en tämligen bra bild av den islamiska aktiviteten inom vetenskapen astronomi rekonstrueras.